# District spécial de Chuanbian
Pour les articles homonymes, voir Chuanbian.
Le district spécial de Chuanbian (chinois traditionnel : 川邊特別區 ; chinois simplifié : 川边特别区 ; pinyin : chuānbiān tèbié qū ; Wade : Ch'uan-pien ; litt. « district spécial de la région frontalière du Sichuan », Chuanbian est alors translittéré en Chwanpien ou encore chuan-pien ou tchouan-pien), également appelé district administratif spécial de Chuanbian (川邊特別行政區 / 川边特别行政区, chuānbiān tèbié xíngzhèng qū), est du 28 juin 1914 ou janvier 1916 à 7 février 1925, et remplacé par la province du Xikang en 1928, sous le gouvernement de Beiyang, une subdivision administrative de la République de Chine (1912-1949). Avec le district spécial de Suiyuan, le district spécial de Rehe et le district spécial de Chahaer, c'est un des districts spéciaux constitués, en périphérie des 22 provinces de Chine.
Sous la dynastie Qing, le terme chuanbian signifie bordure du Sichuan, il décrit également la partie du Tibet contrôlée par le gouvernement du Sichuan, par opposition au Zangbian (藏邊, zàngbiān, « région frontalière du Tibet »), gouvernée par le gouvernement Tibétain, à Lhassa.

## Description
Le chef-lieu était la ville district de Kangding.
Cette région est née de la fusion de la voie du Bian occidental (zh) (边西道) et de la voie du Bian oriental (zh) (边东道), qui formait la voie du chuanbian (zh) (川边道). Ces voies (道), ou circuit, sont des subdivisions administratives créées sous la dynastie Qing. Ce type de subdivision existait depuis la dynastie Han.
Cette région devient en 1928, à la fin du Gouvernement de Beiyang (1912 — 1928), la province de Xikang (ou Sikang).
Le missionnaire James Huston Edgar avait des relations avec la communauté de la région.

## Annexes

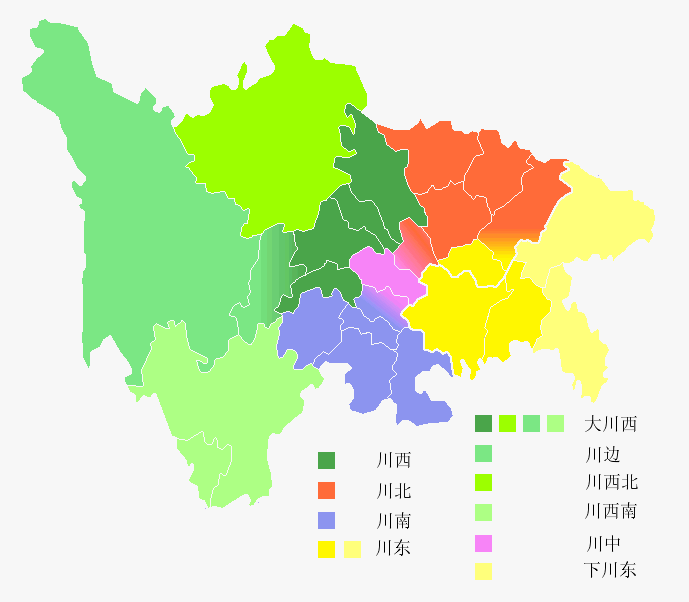
Découpage géographique du Sichuan par région, sa partie étant autrefois dans le Chuanbian est en vert clair la plus à l'Ouest.